# 100 největších Rumunů
100 největších Rumunů, v originále Mari români, byla televizní soutěž, kterou dle licencovaného modelu BBC 100 největších Britů (v Česku Největší Čech), uspořádala roku 2006 rumunská veřejnoprávní stanice Televiziunea Română. Hlasující měli hledat největší osobnosti rumunských dějin. Vítězem ankety se stal středověký moldavský kníže Štěpán III. Veliký.

## Výsledky

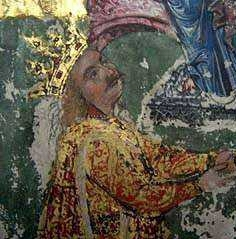
Štěpán III.

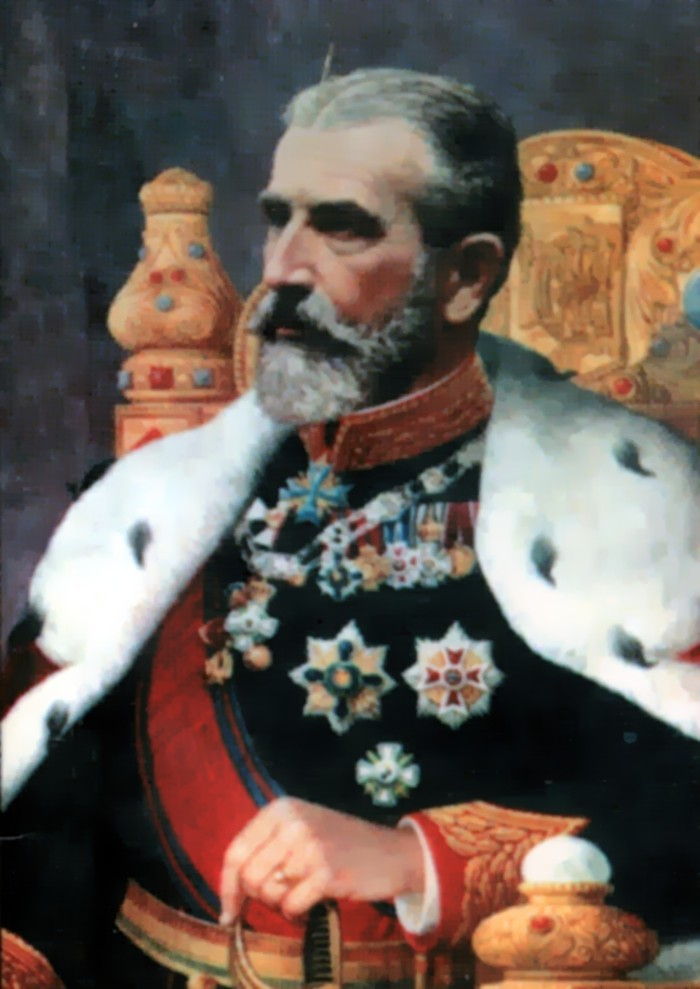
Karel I.

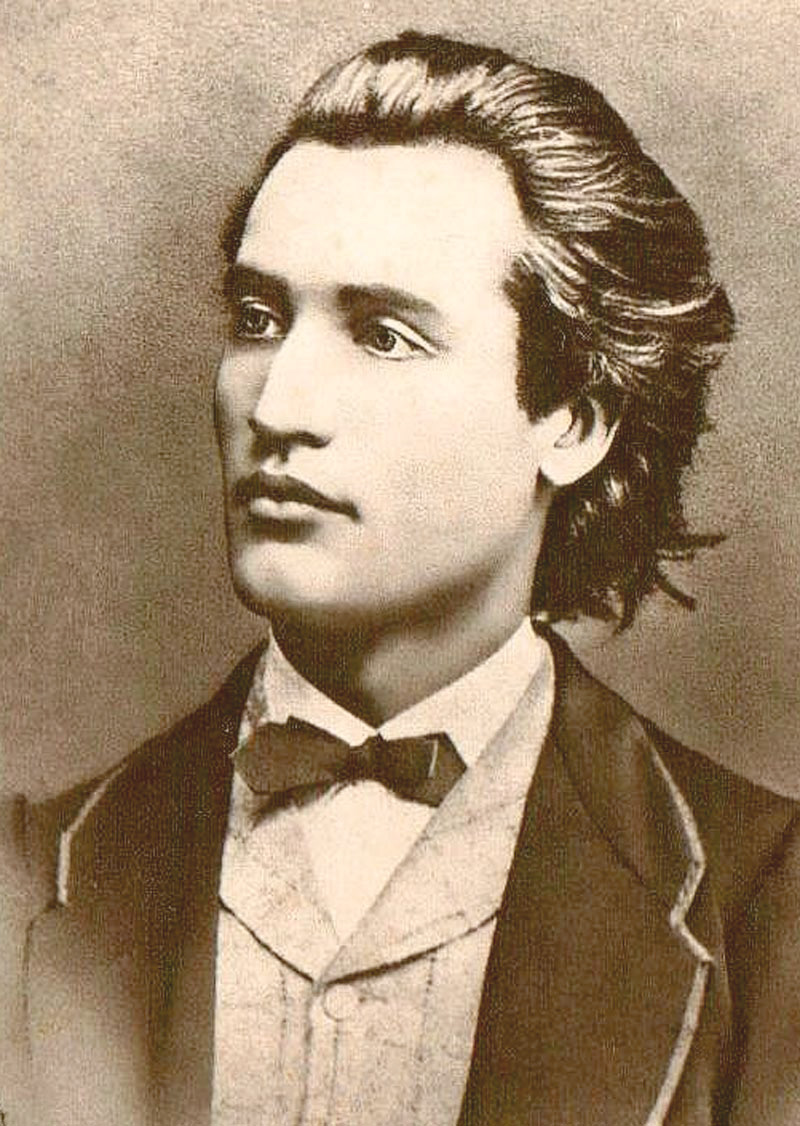
Mihai Eminescu

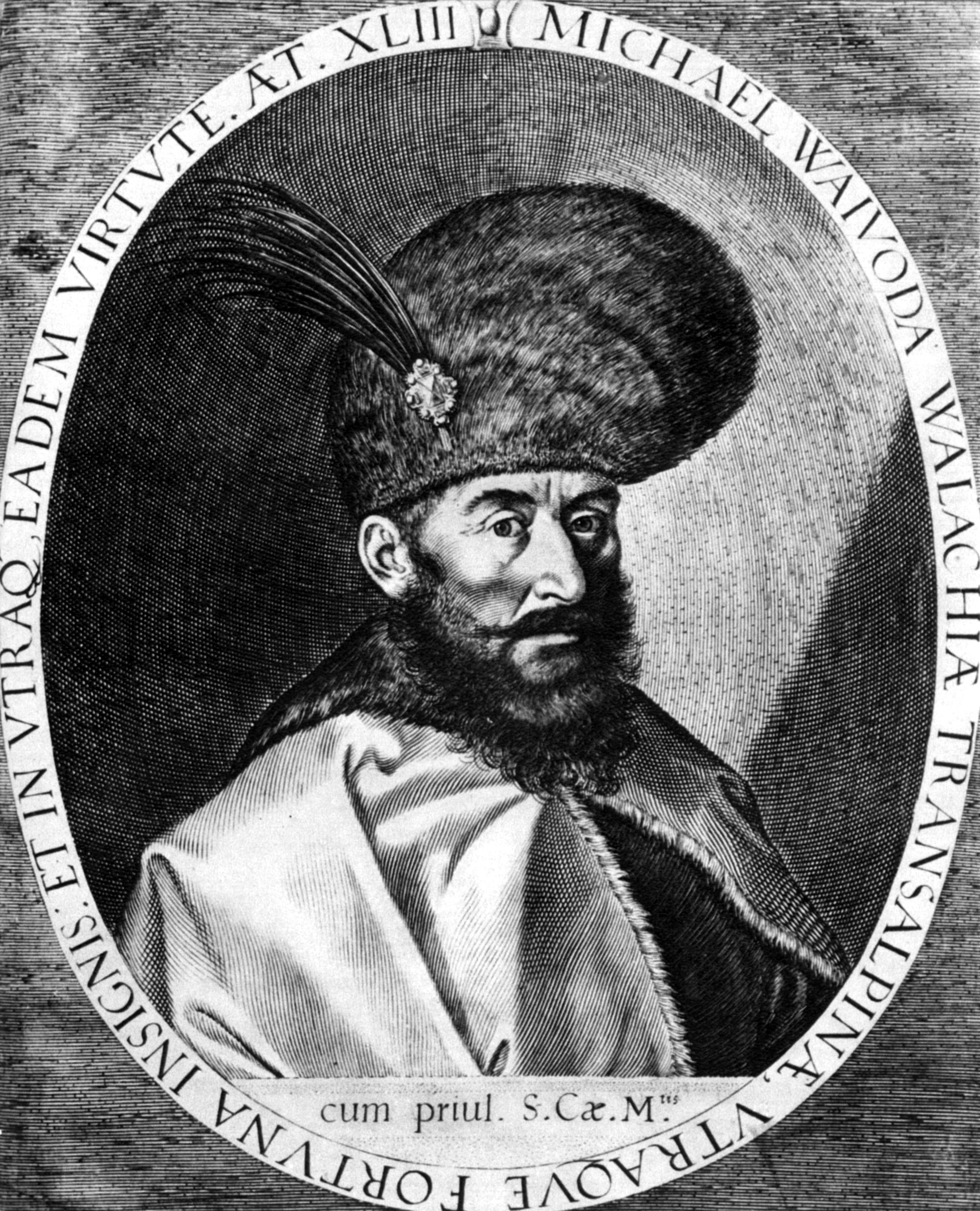
Michal Chrabrý

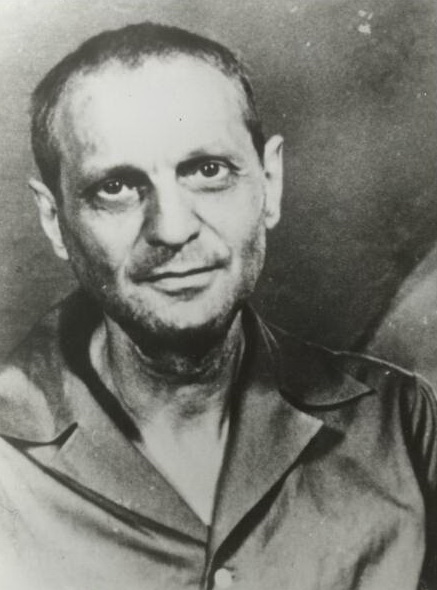
Richard Wurmbrand

1. Štěpán III. Veliký (1433–1504), moldavský kníže
2. Karel I. Rumunský (1839–1914), první rumunský král
3. Mihai Eminescu (1850–1889), básník
4. Michal Chrabrý (1558–1601), kníže
5. Richard Wurmbrand (1909–2011), luteránský farář
6. Ion Antonescu (1882–1946), politik
7. Mircea Eliade (1907–1986), religionista, historik a diplomat
8. Alexandr Ioan Cuza (1820–1873), kníže
9. Constantin Brâncuși (1876–1957), sochař a fotograf
10. Nadia Comaneciová (* 1961), gymnastka a olympionička
11. Nicolae Ceaușescu (1918–1989), prezident
12. Vlad III. Dracula (1431–1476), kníže
13. Gigi Becali (* 1958), majitel fotbalového klubu FCSB
14. Henri Coandă (1886–1972), vynálezce
15. Gheorghe Hagi (* 1965), fotbalista
16. Ion Luca Caragiale (1852–1912), dramatik
17. Nicolae Iorga (1871–1940), premiér, historik, dramatik
18. Constantin Brâncoveanu (1654–1714), kníže
19. George Enescu (1881–1955), hudební skladatel
20. Gregorian Bivolaru (* 1952), zakladatel Hnutí za duchovní integraci do absolutna
21. Mirel Rădoi (* 1981), fotbalista
22. Corneliu Zelea Codreanu (1899–1938), politik
23. Nicolae Titulescu (1882–1941), politik a diplomat
24. Ferdinand I. Rumunský (1865–1927), král
25. Michal I. Rumunský (1921–2017), král
26. Decebalus († 106), dácký král
27. Traian Băsescu (* 1951), prezident
28. Gheorghe Mureșan (* 1971), basketbalista
29. Ion I. C. Brătianu (1864–1927), premiér
30. Răzvan Lucescu (* 1969), fotbalista
31. Nicolae Paulescu (1869–1931), fyziolog a lékař, jeden z objevitelů inzulínu
32. Iuliu Maniu (1873–1953), premiér
33. Iuliu Hossu (1885–1970), řeckokatolický biskup a kardinál
34. Emil Cioran (1911–1995), filozof
35. Avram Iancu (1824–1872), právník
36. Burebista († 44 př. n. l.), dácký král
37. Marie Edinburská (1875–1938), královna
38. Petre Țuțea (1902–1991), filozof, novinář a ekonom
39. Corneliu Coposu (1914–1995), politik
40. Aurel Vlaicu (1882–1913), průkopník letectví
41. Iosif Trifa (1888–1938), pravoslavný kněz, zakladatel hnutí Oastea Domnului (Hostie Páně)
42. Nichita Stănescu (1933–1983), básník
43. Ion Creangă (asi 1837–1889), spisovatel
44. Mădălina Manole (1967–2010), zpěvačka
45. Corneliu Vadim Tudor (1949–2015), básník, spisovatel, novinář a poslanec Evropského parlamentu
46. Traian Vuia (1872–1950), letecký průkopník
47. Lucian Blaga (1895–1961), filozof, básník a diplomat
48. George Emil Palade (1912–2008), biolog, nositel Nobelovy ceny
49. Ana Aslanová (1897–1988), lékařka
50. Adrian Mutu (* 1979), fotbalista
51. Florin Piersic (* 1936), herec
52. Mihail Kogălniceanu (1817–1891), premiér
53. Iancsi Korossy (1926–2013), jazzový klavírista a skladatel
54. Dimitrie Cantemir (1673–1723), politik, učenec a spisovatel
55. Ilie Năstase (* 1946), tenista
56. Gheorghe Zamfir (* 1941), hudební skladatel a flétnista
57. Gică Petrescu (1915–2006), rumunský skladatel a interpret lidové hudby
58. Elisabeta Rizea (1912–2003), partyzánka, antikomunistka
59. Bulă, fiktivní postava
60. Amza Pellea (1931–1983), herec
61. Matyáš Korvín (1443–1490), uherský a chorvatský král
62. Mircea I. (1355–1418), valašský kníže
63. Titu Maiorescu (1840–1917), premiér
64. Toma Caragiu (1925–1977), herec
65. Mihai Trăistariu (* 1979), zpěvák
66. Andreea Marin (* 1974), televizní moderátorka
67. Emil Racoviță (1868–1947), biolog, zoolog, speleolog a antarktický badatel
68. Victor Babeș (1854–1926), lékař, biolog a bakteriolog, jeden ze zakladatelů moderní mikrobiologie
69. Nicolae Bălcescu (1819–1852), voják, historik, novinář a vůdce revoluce roku 1848 v Rumunsku
70. Horia Roman Patapievici (* 1957), spisovatel, fyzik a filozof
71. Ion Iliescu (* 1930), prezident
72. Marin Preda (1922–1980), spisovatel
73. Eugène Ionesco (1909–1994), dramatik a básník
74. Dumitru Stăniloae (1903–1993), pravoslavný kněz a teolog
75. Alexandru Todea (1912–2002), řeckokatolický arcibiskup
76. Tudor Gheorghe (* 1945), hudebník, herec a básník
77. Ion Țiriac (* 1939), tenista
78. Ilie Cleopa (1912–1998), pravoslavný kněz, opat kláštera Sihăstria
79. Arsenie Boca (1910–1989), kněz a teolog
80. Bănel Nicoliță (* 1985), fotbalista
81. Dumitru Cornilescu (1891–1975), protestantský duchovní, překladatel Bible do rumunštiny
82. Grigore Moisil (1906–1973), matematik a informatik
83. Claudiu Niculescu (* 1976), fotbalista
84. Florentin Petre (* 1976), fotbalista
85. Marius Moga (* 1981), zpěvák
86. Nicolae Steinhardt (1912–1989), spisovatel pravoslavný mnich
87. Laura Stoica (1967–2006), zpěvačka
88. Cătălin Hâldan (1976–2000), fotbalista
89. Anghel Saligny (1854–1925), inženýr
90. Ivan Patzaichin (1949–2021), kanoista a olympionik
91. Maria Tănaseová (1913–1963), zpěvačka a herečka
92. Sergiu Nicolaescu (1930–2013), režisér
93. Octavian Paler (1926–2007), spisovatel, novinář, politik a občanský aktivista
94. neznámý vojín
95. Ciprian Porumbescu (1853–1883), hudební skladatel
96. Nicolae Covaci (* 1947), kytarista
97. Dumitru Prunariu (* 1952), kosmonaut
98. János Hunyadi († 1456), sedmihradský šlechtic, vojevůdce
99. Constantin Noica (1909–1987), filozof
100. Badea Cârțan (1849–1911), pastýř, osobnost boje za nezávislost sedmihradských Rumunů